# 積丹岬
積丹岬（日语：／）是北海道积丹半岛的海角。连绵的绝壁覆盖这一区域，风波使鲜新世的砾岩裸露。属新雪谷积丹小樽海岸国定公园的一部分，公园内有各式各样的崎岖海岸线。野生动物丰富，海狮和海豹常常出现。向西10公里是神威岬。